# Ain el Sendianeh
Ain el Sendianeh (arabe : عين السنديانة ) est un village libanais situé dans le caza du Metn au Mont-Liban au Liban. La population est presque exclusivement chrétienne.